# بطولة جنوب السودان لكرة القدم
بطولة جنوب السودان لكرة القدم هي مسابقة كرة القدم بين أندية جنوب السودان .